# The Adventures of Marco Polo
The Adventures of Marco Polo (bra As Aventuras de Marco Polo) é um filme de aventura estadunidense de 1938 dirigido por Archie Mayo para a United Artists. Foi uma das mais elaboradas e custosas produções de Samuel Goldwyn.

## Elenco
- Gary Cooper...Marco Polo
- Sigrid Gurie...Princesa Kukachin
- Basil Rathbone...Ahmed
- George Barbier...Cublai Cã
- Binnie Barnes...Nazama
- Ernest Truex...Binguccio
- Alan Hale...Kaidu
- H.B. Warner...Chen Tsu
- Robert Greig...Camareiro
- Ferdinand Gottschalk... embaixador persa
- Henry Kolker...Nicolo Polo
- Lotus Liu...Visakha
- Stanley Fields...Bayan
- Harold Huber...Toctai
- Lana Turner...criada de Nazama

## Sinopse
Durante o século XIII, Nicolo Polo é um comerciante veneziano e fica encantado com jóias trazidas da China. Ele envia seu filho aventureiro Marco Polo aquele país para oferecer ao imperador Cublai Cã um acordo comercial, e indica para "protegê-lo" durante a viagem o guarda-livros baixote assustado Binguccio. Depois de uma árdua viagem através dos desertos da Pérsia e das montanhas do Tibete, a dupla chega faminta e cansada em Peking, capital da China. O químico e filósofo Chen Tsu resolve acolhê-los e durante essa estadia Marco Polo fica impressionado com o espaguete e a pólvora que seu anfitrião lhe apresentara. Marco avisa que deseja se encontrar com o imperador e Chen Tsu lhe leva até ao palácio, recomendando a ele que tomasse cuidado com o conselheiro do rei, o sinistro árabe Ahmed. Marco logo cai nas graças do imperador e ganha livre trânsito na corte, para desagrado de Ahmed que nota o interesse do viajante pela princesa Kuchakin, que está prometida ao imperador da Pérsia. Enquanto conspira para ficar com o trono, aproveitando-se de um ataque temerário do grão-cã ao Japão, Ahmed convence ao imperador enviar Marco para uma missão de espionagem nos domínios do rebelde Kaidu, esperando que ele seja morto por aquele guerreiro.

## Recepção
As resenhas da época do lançamento do filme foram mistas. Frank S. Nugent do The New York Times escreveu que (tradução livre como as demais) "não se esquece nem por um momento que é tudo faz-de-conta" referindo-se ao sotaque dos atores, claramente inadequados para a época e lugar em que se passa a história. Contudo, ele continua, "é um amável faz-de-conta, rico na pompa extravagante de Hollywood, facilmente narrado e alegremente interpretado". A Revista Variety chamou o filme de "um melodrama grandioso" e   "um excelente veículo para Cooper" e erroneamente previu que seria um sucesso de bilheteria. Film Daily o qualificou como um filme de "emocionante, proposta romântica" e de Cooper disse ser "excelente" escolha para o papel. Harrison's Reports encontrou "atuações especialistas" e um romance de "bom gosto" mas disse que isso o limitava a "públicos sofisticados" devido a falta de ação. John Mosher do The New Yorker qualificou o filme de "um grande desapontamento" e descreveu os diálogos como tendo "o ritmo de um libreto ruim ". Motion Picture Daily elogiou a produção "luxuosa" mas disse que o papel-título caberia melhor a Rodolfo Valentino do que Gary Cooper. O New York Sun escreveu: "Apesar das construções elaboradas e da presença de Gary Cooper, The Adventures of Marco Polo nunca cumpre o que promete".
Na Itália, os censores fascistas avaliaram o filme como desrespeitoso ao herói conterrâneo e insistiram numa redublagem, para que o protagonista passasse a ser um escocês e se mudasse o título para Uno Scozzese alla corte del gran Khan (Um escocês na corte do Grão-Cã).
O filme fracassou nas bilheterias, gerando um prejuízo estimado em 700 mil dólares.